# 韓伯龍
韓伯龍，元代水浒杂剧《梁山五虎大劫牢》中的主角及《水浒傳》中的一个过场人物。

## 《水滸傳》中的韓伯龍
《水滸傳》中的韓伯龍是一名黑大漢。原為江湖上的強盗，後來正打算投奔梁山。可是正巧宋江當時生发背疮，在寨中又调兵遣将，多忙少闲，不曾见得，而投奔朱貴，叫他引领韓伯龍去見宋冮，朱贵则叫他暫時去賣酒。後來李逵去凌州途中進入他的酒家而不付錢，韓伯龍出來討錢，自稱梁山泊好漢以及宋江旗下的名義，当时李逵去腰间拔出一把板斧，看着韩伯龙道：“把斧头为当。”韩伯龙不知是计，舒手来接，见李逵手起，望面门上只一斧，肐瘩地砍着。可怜韩伯龙做了半世强人，死在李逵之手。两三个火家，只恨爷娘少生了两只脚，望深村里走了。李逵就地下掳掠了盘缠，放火烧了草屋，望凌州去了。

## 《梁山五虎大劫牢》的韓伯龍
李应奉宋江之命，往滦州请韩伯龙入伙。到了滦州，在旅店中害病，盘缠用尽，被店小二逐出。韩伯龙看见了，邀他至家中，结为兄弟。宋江因李应一去半载，杳无消息，又派鲁智深、武松、刘唐、阮小五四人往滦旅店探听，将韩伯龙骗上梁山。因韩伯龙不愿入伙，只得放他还家。韩伯龙回到滦州，家中已被李应放火烧光，妻子又被官府拿去。官吏见韩伯龙回来，硬说他已在梁山入伙，把他收禁监牢。李应等五人便反牢劫狱，将韩伯龙全家救出，一同上山。